# کاراعلی (گوموش‌حاجی‌کوی)
کاراعلی (به ترکی استانبولی: Karaali) یک منطقهٔ مسکونی در ترکیه است که در گوموش‌حاجی‌کوی واقع شده‌است.